# Butch en femme

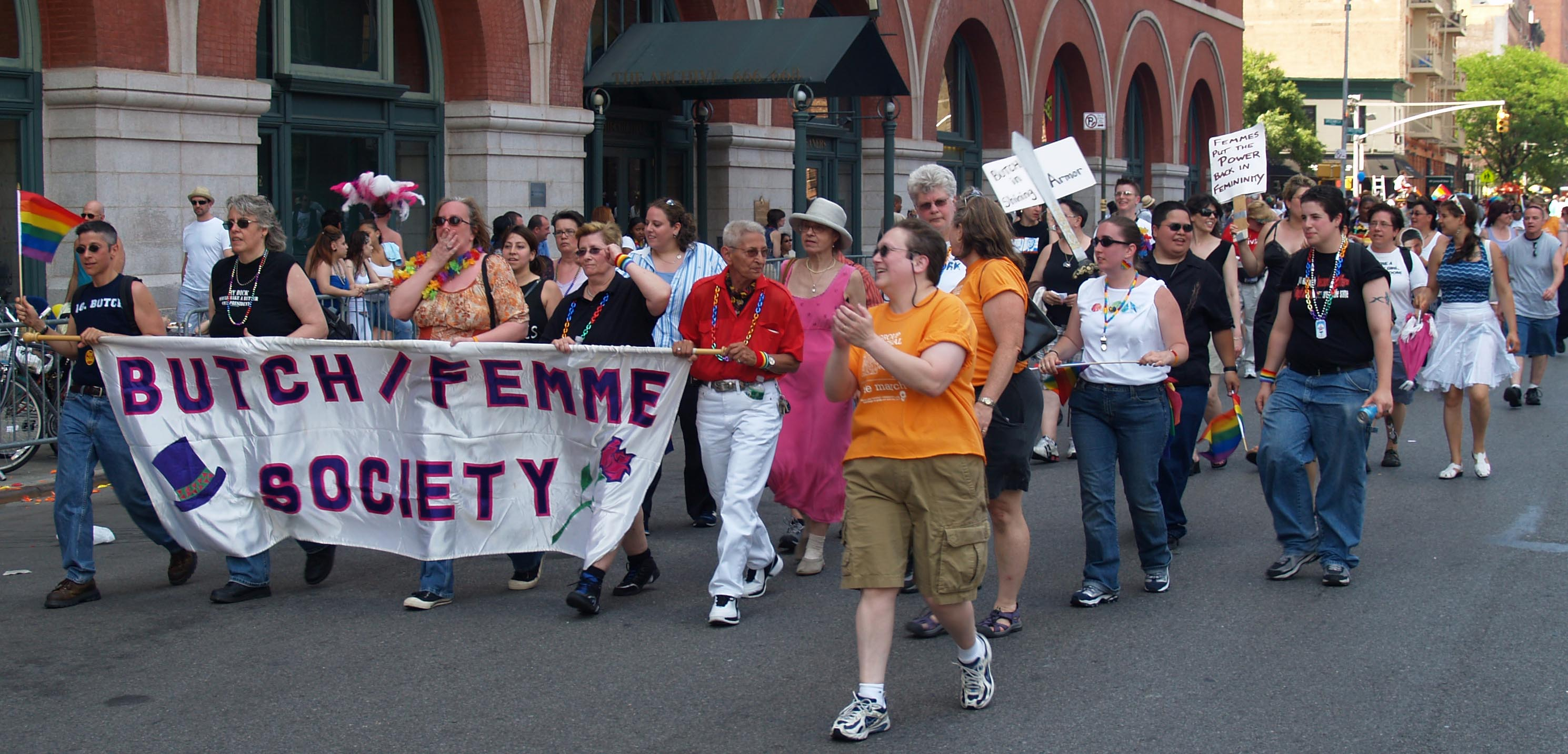
De Butch Femme Society loopt mee in de Gay Pride Parade van New York, 2007

Butch en femme is een van oorsprong Engelstalig begrippenpaar dat in de lesbische subcultuur wordt gebruikt om lesbiennes met opvallend masculiene en opvallend feminiene eigenschappen van elkaar te onderscheiden.
De samenstelling 'butch/femme' wordt ook gebruikt om een type lesbische relatie mee aan te duiden, waarin de ene partner een mannelijk rolpatroon en de andere een vrouwelijk rolpatroon aanneemt. De lading van de begrippen 'butch' en 'femme' is historisch gezien aan verandering onderhevig, wat samenhangt met de verandering van de positie van (lesbische) vrouwen in de samenleving als geheel.
Daarnaast wordt de term femme gebruikt door transgender en genderqueer personen die zich identificeren als feminien of zich feminien gedragen of uitdrukken, ook als ze zich niet identificeren als lesbisch of biseksueel.

## Historische ontwikkeling
Hoewel de invulling van de begrippen butch en femme in de loop der jaren is veranderd en er nog steeds geen echte consensus over bestaat, is de strekking duidelijk: ze geven een onderscheid aan tussen mannelijkheid en vrouwelijkheid. Onder een butch wordt een lesbische vrouw verstaan met een 'mannelijk' uiterlijk (kostuum, kort haar, masculiene bouw en houding) en 'mannelijke' eigenschappen (galant, beschermend, seksueel agressief). De femme is haar 'vrouwelijke' tegenhanger (jurk/rok, lang haar, make-up, hoge hakken, feminien postuur, onderdanig, seksueel passief).
Tegenwoordig worden de concepten butch en femme vaak afgedaan als karikaturen en generaliseringen van de werkelijkheid, maar ze spelen desondanks een centrale rol in de ontwikkeling van de lesbische subcultuur. Soms als ideaaltypes, waar vrouwen zich graag en bewust mee identificeren, en in andere perioden als negatieve stereotypen waar men zich tegen afzet. In films en literatuur met lesbische thematiek is het onderscheid dan ook vaak te herkennen, of wordt er juist nadrukkelijk tegen die tweedeling stelling genomen.
Het begrippenpaar butch en femme ontstond aan het begin van de twintigste eeuw en de betekenis en sociale lading maakte een aantal belangrijke ontwikkelingen door. Er zijn grofweg drie perioden te onderscheiden: 1) de vooroorlogse periode, 2) de jaren vijftig en zestig en 3) vanaf de jaren zeventig tot het heden.

### Seksuele inversie (1900-1940)

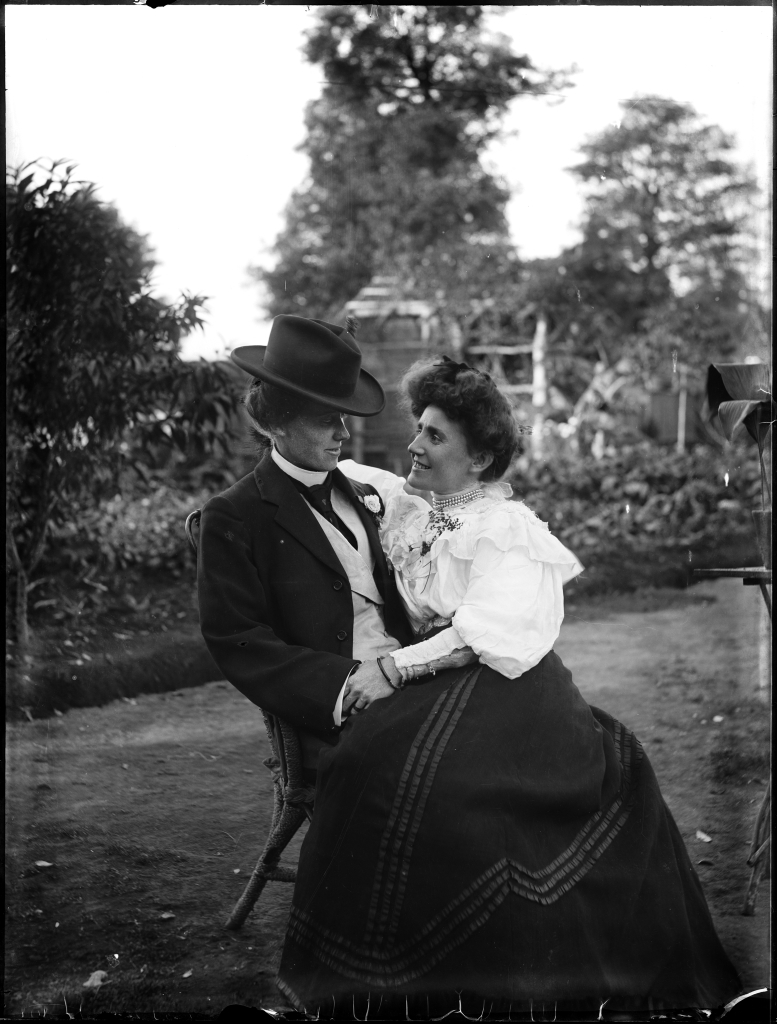
Jong vrouwenpaar, waarvan de een als man en de ander als vrouw gekleed is (zonder datum)

Verhoudingen tussen twee vrouwen gebaseerd op het man-vrouw rollenpatroon bestonden ook wel voor het begin van de twintigste eeuw, maar het zou onjuist en een anachronisme zijn om deze relaties als butch/femme te karakteriseren. Eerder, in de jaren 40 van de 19e eeuw werden in progressieve kringen in Berlijn reeds vrouwen gesignaleerd die graag in mannenkleding uitgingen (travestie), onder wie ook Marie Dähnhardt (1818-1902), de (ex-)echtgenote van de links-Hegeliaanse filosoof Max Stirner; een notie daarbij van al dan niet vermeende homoseksualiteit leek destijds echter te ontbreken. Als sociale categorie bestonden lesbiennes nog niet en het waren seksuologen als Havelock Ellis en Richard von Krafft-Ebing die pas rond de eeuwwisseling homoseksualiteit onder vrouwen typeerden als een 'omkering' van gendereigenschappen (seksuele inversie).
Deze wetenschappers beschreven lesbiennes als vrouwen met mannelijke trekken, die relaties aangaan met feminiene vrouwen. In dezelfde tijd worden butch en femme rollen in het publieke leven zichtbaar en in de jaren twintig duiken de typen steeds regelmatiger in de literatuur op, meestal in negatieve zin. The Fox (1920) van D.H. Lawrence (1885-1930) gaat bijvoorbeeld over twee vrouwen die samen een boerderij houden. Lawrence betitelt ze niet expliciet als lesbisch, maar men kan zich onmogelijk aan die indruk onttrekken. De femme en butch zijn duidelijk herkenbaar. De protagonisten slagen er niet in hun boerderij succesvol te exploiteren; zelfs hun kippen blijken onvruchtbaar. Pas nadat een van de vrouwen, 'de man in huis', om het leven komt, wordt de femme 'gered' door een soldaat die het huis toevallig passeert.
Veel explicieter – en positiever - is het boek The Well of Loneliness (1928) van Radclyffe Hall (1880-1943) waarin de heldin Stephen Gordon expliciet als butch herkenbaar is. Het boek was bijzonder invloedrijk. Jarenlang zou Stephen Gordon (en de schrijfster overigens zelf ook) internationaal hét rolmodel zijn voor lesbische vrouwen die zichzelf als butch identificeerden.

### Keurslijf (1940-1965)
Tijdens de eerste decennia na de Tweede Wereldoorlog werd het onderscheid tussen butch en femme belangrijker en strikter dan daarvoor en het had bovendien verdergaande consequenties. Nu homoseksualiteit onder vrouwen 'officieel' bestond en vooral het butchtype voor zichtbaarheid van de lesbische levensstijl had gezorgd, werd de butch/femme relatie min of meer de norm.
Ongeschreven regels bepaalden dat butch/butch- en femme/femme-relaties taboe waren. Een butch kon alleen maar een verhouding beginnen met een (seksueel passief geachte) femme en femmes hoorden verwoed naar de gunsten van een butch te dingen. In die zin was een butch/femme-rolverdeling ontstaan naar analogie van de man/vrouw-verhouding. Men ging er dan ook impliciet van uit dat elke lesbienne in een van beide categorieën kon worden ingedeeld, zowel in homoseksuele als heteroseksuele kringen. Dat het onderscheid tamelijk rigide was, blijkt uit het feit dat een lesbische vrouw die niet duidelijk tot een van de beide types behoorde, werd beschouwd als iemand die twijfelde over haar geaardheid.

### Rolmodellen op de schop (1965-heden)
De waardering van butch- en femmetypes en de butch/femme-relatie veranderde radicaal in de jaren zeventig onder invloed van de tweede feministische golf. Het idee dat een vrouw een 'mannelijke' identiteit kon hebben werd fel bekritiseerd, evenals de verhouding tussen de butch en femme die in essentie even patriarchaal en onderdrukkend was als het heteroseksuele equivalent. Tot slot speelde ook een belangrijke rol dat de imitatie van man/vrouw-relaties impliceerde dat heteroseksualiteit de norm was en dus beter dan homoseksuele relaties, die niet meer dan een slap aftreksel van een 'echte' relatie konden zijn. De oude rolmodellen raakten dus uit de gratie en daarvoor kwam het ideaal van androgynie in de plaats.
Een klassiek geworden lesbische roman die deze verandering in perceptie en (zelf)definiëring goed illustreert is Rubyfruit Jungle (1973) van Rita Mae Brown (1944). De mooie, jongensachtige lesbienne Molly Bolt is een zelfbewuste jonge vrouw die geen problemen heeft met haar geaardheid. Of ze mannelijk of vrouwelijk is, speelt in het boek geen enkele rol en de overige lesbische karakters in het verhaal kunnen evenmin gemakkelijk onder butch- en femme-labels worden geschaard.
Het succes van de homobeweging, die emancipatie en integratie van homoseksuelen bepleitte, heeft tot slot ook invloed gehad op de wijze waarop tegenwoordig tegen butch- en femmestereotypen wordt aangekeken. De populariteit van de opvatting dat lesbiennes 'normale' vrouwen zijn, die zich behalve in hun seksuele voorkeur in niets van heteroseksuele vrouwen onderscheiden, heeft onopvallendheid min of meer tot de norm gemaakt. Dat heeft vooral consequenties voor de butch, die het meest van het gangbare vrouwelijk ideaalbeeld afwijkt.
Vrouwen die zich tegenwoordig als butch profileren krijgen vaak het verwijt dat ze zich aanstellen en dat ze lesbiennes in het algemeen een slechte naam bezorgen door net te doen of ze mannen zijn. De uitspraak: 'Als ze een man wil, waarom neemt ze dan geen échte man?' kan men tegenwoordig zowel uit de mond van hetero als van een lesbienne horen. Femmes worden er op hun beurt vooral door butches van beticht dat zij niet voor hun seksualiteit durven uitkomen of 'te mooi zijn om ‘echte’ lesbiennes te zijn'. In de verwijten over en weer ontbreekt doorgaans het besef dat butch of femme geen rol is die men zich voor de gelegenheid of met een vooropgezet doel aanmeet, maar een integraal onderdeel vormt van iemands identiteit.
Tekenend voor de antipathie die vanuit de heteroseksuele en delen van lesbische gemeenschap tegen de butch bestaat, is de afwezigheid van dit type in de televisieserie The L Word over een groep lesbische vriendinnen in Los Angeles. Aan de protesten daartegen is door bedenker en schrijfster van de serie Ilene Chaiken (1959) nooit tegemoetgekomen.

## Kleding
De butch is door de jaren vaak herkenbaar geweest aan stereotype kleding. Mannelijk ogende mantelpakken met brede schouders, broeken in een tijd dat een jurk de norm voor vrouwen was en later de denim tuinbroek. In Nederland waren er tot in de jaren tachtig gemeenten waar een vrouw die een broek met een gulp droeg, gearresteerd kon worden op basis van de gemeentelijke verordening (Algemene Plaatselijke Verordening, APV) die travestie strafbaar stelde. Een broek met een zijsluiting was wel geoorloofd.
Herkenbare butches waren Marguerite Yourcenar en de biseksuele Marlene Dietrich, die graag met genderrollen en kleding speelde.

## Stone butch en femme
In het Engelse taalgebied wordt ook de term stone butch gehanteerd, voor de meest masculiene onder de butches. Een stone butch kan eenvoudig voor een man doorgaan, ook zonder daar moeite voor te doen. De meeste stone butches verschaffen hun partner seksueel genot, maar willen zelf niet genitaal aangeraakt worden. Het kan een voorstadium zijn voor een operatieve geslachtsverandering, maar dat hoeft niet. Een stone femme is een feminiene lesbienne die de partner genot wil geven, maar niet genitaal wil ontvangen. Seksueel neemt ze vaak de rol van top op zich. De term wordt ook wel gebruikt voor de femme partner van een stone butch.